# Tom Rogic
Tom Rogic, właśc. Tomas Petar Rogic (ur. 16 grudnia 1992 w Griffith) – australijski piłkarz, pochodzenia serbskiego, grający na pozycji ofensywnego pomocnika. Obecnie jest zawodnikiem Celticu Glasgow.

## Kariera klubowa
2 lipca 2012 roku podpisał kontrakt z klubem z A-League, Central Coast Mariners. 21 stycznia 2012 roku zadebiutował w A-League w meczu z Adelaide United, które Mariners wygrało 3-2. Pierwszego gola dla klubu trafił 10 lutego 2012 roku przeciwko Melbourne Victory. Otrzymał nagrodę Najlepszego Młodego Piłkarza w lutym 2012.
Na początku sezonu 2012-13 odrzucił oferty innych klubów z A-League, by pozostać w Mariners. Pierwsze dwa gole w sezonie trafił w domowym meczu z Sydney FC, które zakończyło się wynikiem 7-2 na korzyść jego zespołu. 5 grudnia 2012 roku został wybrany Najlepszym Młodym Piłkarzem listopada i został nominowany do nagrody Najlepszego Młodego Piłkarza Roku. Jego występy wzbudziły zainteresowanie m.in. angielskich zespołów Reading i Fulham, a także hiszpańskich Celty Vigo i Rayo Vallecano czy belgijskiego Club Brugge.
9 stycznia 2013 roku ogłoszono, że Rogic dołączył do kadry Celticu Glasgow na ich obozie przygotowawczym w Hiszpanii. 16 stycznia 2013 podano do wiadomości, że uzgodniono jego kwotę transferu do Celticu, a na drugi dzień piłkarz podpisał kontrakt ze szkockim gigantem. 9 lutego 2013 zadebiutował w szkockiej Premier League w meczu z Inverness Caledonian Thistle. W swoim pierwszym meczu asystował przy wyrównującym golu Krisa Commonsa i został wybrany najlepszym graczem meczu.

## Kariera reprezentacyjna
Rogic grał w reprezentacji Australii w futsalu.
14 listopada 2012 roku zadebiutował w reprezentacji Australii w wygranym 2-1 meczu towarzyskim z Koreą Południową. W trakcie eliminacji do Mistrzostw Świata w Rosji zdobył swoją pierwszą bramkę w reprezentacji. Australia zakwalifikowała się na ten turniej, a Rogić wystąpił we wszystkich trzech meczach grupowych swojego kraju.